# Anchen
 (avril 2024).
La mise en forme du texte ne suit pas les recommandations de Wikipédia : il faut le « wikifier ».
Les points d'amélioration suivants sont les cas les plus fréquents. Le détail des points à revoir est peut-être précisé sur la page de discussion.
- Les titres sont pré-formatés par le logiciel. Ils ne sont ni en capitales, ni en gras.
- Le texte ne doit pas être écrit en capitales (les noms de famille non plus), ni en gras, ni en italique, ni en « petit »…
- Le gras n'est utilisé que pour surligner le titre de l'article dans l'introduction, une seule fois.
- L'italique est rarement utilisé : mots en langue étrangère, titres d'œuvres, noms de bateaux, etc.
- Les citations ne sont pas en italique mais en corps de texte normal. Elles sont entourées par des guillemets français : « et ».
- Les listes à puces sont à éviter, des paragraphes rédigés étant largement préférés. Les tableaux sont à réserver à la présentation de données structurées (résultats, etc.).
- Les appels de note de bas de page (petits chiffres en exposant, introduits par l'outil «  Source ») sont à placer entre la fin de phrase et le point final[comme ça].
- Les liens internes (vers d'autres articles de Wikipédia) sont à choisir avec parcimonie. Créez des liens vers des articles approfondissant le sujet. Les termes génériques sans rapport avec le sujet sont à éviter, ainsi que les répétitions de liens vers un même terme.
- Les liens externes sont à placer uniquement dans une section « Liens externes », à la fin de l'article. Ces liens sont à choisir avec parcimonie suivant les règles définies. Si un lien sert de source à l'article, son insertion dans le texte est à faire par les notes de bas de page.
- La présentation des références doit suivre les conventions bibliographiques. Il est recommandé d'utiliser les modèles {{Ouvrage}}, {{Chapitre}}, {{Article}}, {{Lien web}} et/ou {{Bibliographie}}. Le mode d'édition visuel peut mettre en forme automatiquement les références.
- Insérer une infobox (cadre d'informations à droite) n'est pas obligatoire pour parachever la mise en page.

Pour une aide détaillée, merci de consulter Aide:Wikification.
Si vous pensez que ces points ont été résolus, vous pouvez retirer ce bandeau et améliorer la mise en forme d'un autre article.
Anchen ou Alchi Noyan ( mongol : Alči Noyan  ?) était l'un des mille capitaines de Kongirat qui ont servi l'Empire mongol au début du XIIIe siècle.
Dans les documents historiques chinois tels que « Histoire secrète » et « Yuan Shi » , 阿勒 千(ālèchì) 古咧治/按CHEn (ànchén)Nayan/按Chi (ànchì)NA Yan, et dans les documents historiques persans tel que « Histoire collectée » الجی Il s'écrit كوركان (āljī gūrkān).

## Biographie
Alchi Noyan était le fils de Dei Sechen, un aristocrate Kongirat, et avait une sœur cadette, Borte. La famille de Dei Sechen descendait de la branche Kongilat Boskul . L'Histoire secrète raconte une anecdote selon laquelle « Dei Sechen a aimé l'apparence de Temujin lorsqu'il a été amené à Yesugei et a promis d'épouser sa fille Borte sur-le-champ. » « Temujin a fait appel à Dei Sechen pour lui dire qu'il voulait se marier. Borte, mais a été rejeté à plusieurs reprises, et le mariage a finalement été autorisé grâce aux efforts d'Alchi, qui était proche de Temujin.''  On sait que lorsque Temujin était jeune, son pouvoir était faible et il traversait des moments difficiles, et la description dans "Shushi" est considérée comme plus proche de la réalité historique.
Lorsque l'Empire mongol fut fondé en 1206, Alchi fut nommé capitaine de mille hommes, cadre de l'empire. Il est classé 86e dans la liste des vassaux méritoires dans « l'Histoire secrète» et est répertorié comme le sixième commandant de mille hommes dans « l'Histoire collective » et les « Chroniques de Gengis Khan ». Dans le "Chouchi", il est écrit qu'ils disposaient de cinq minggan (unité de 1 000), ce qui constituait la deuxième plus grande force militaire après le tumen (unité de 10 000) de Baalin.
Lorsque l'expédition de la dynastie Jin commença en 1213, Alchi rejoignit l'armée de gauche dirigée par Mukali et fut chargé de conquérir les régions de Liaoxi et Liaodong . En chemin, Alchi rencontra Yarisuruge, un Khitan lié à la secte Liao, qui souhaitait rejoindre l'armée mongole. Après cela, Yarisu Ga a offert ses soldats, a cassé ses flèches et s'est engagé à servir l'Empire mongol. En réponse, Alchi a déclaré : « Je reviendrai [à Gengis Khan] et conquérirai la dynastie Liao. » Je vous exhorte à le faire. laissez-vous faire. » Fidèle à ses paroles, après le retour d'Alchi à Gengis Khan, Yarisuruge était stationné dans la région de la rivière Liao .
En 1218, Gengis Khan confia le commandement de l'invasion de la dynastie Jin à Mukari de la division Jarayl, Mongke Karja dirigeant les 1 000 hommes Mangut, Arti Noyan dirigeant les 1 000 hommes Konggilat, et Butu dirigeant les 2 000 hommes Ikires . Sous son commandement se trouvaient Kyuregen., Kushaul et Jusuk, qui dirigeaient des soldats mixtes de divers royaumes, et Uyal, qui dirigeait des soldats Khitan, Jurchen et Han recrutés localement . Parmi ce corps, les 5 divisions, en particulier la division Jarail, la division Mangut, la division Kongirat, la division Urout et la division Ikiresu, sont désormais souvent traitées comme un seul corps et sont collectivement connues sous le nom de « Cinq gouttes de la main gauche ». " .
Dans le Corps de l'Est de l'Empire mongol, Alchi semble avoir occupé une position juste derrière Muqari, et était également appelé « Shangshuling » (chef de la province de Shangshu ) par le peuple Han local . À cette époque, Zhao Han, qui a visité Muqari, a écrit dans le Mengtan Beilu que « Alchi suit bien la loi, et les Mongols disent que ceux qui suivent Muqari sont de mauvaises personnes et que ceux qui suivent Alchi sont de bonnes personnes. » Il y a . Sur le front militaire, il captura Tohira et Daimyo en 1224 (Koshin)  et assiégea Ekito en 1226 (Heinu  ).
En 1227, dans les dernières années de Gengis Khan, il reçut le titre de « Kokushu » en reconnaissance de son statut. En 1232, il fut consacré par le roi du Kasaï, et en 1237, il reçut en outre le titre de Mando (capitaine Mannin). Après cela, les descendants d'Alchi en sont venus à s'appeler « Mando » de génération en génération. Aruchi mourut peu de temps après et en 1295, il fut exilé auprès du roi Jining .

## Relation avec la famille Gengis Khan
De nombreux descendants d'Alchi étaient liés par mariage à la famille de Gengis Khan, et beaucoup d'entre eux furent appelés « beau-père du pays » par Gengis Khan et produisirent un grand nombre d'impératrices. En particulier dans l'Ulus fondé par Kubilai, la principale impératrice de Kublai était la fille d'Alchi, de sorte que la famille Alchi se vantait d'un statut spécial en tant que famille par mariage. Cependant, la généalogie des reines de la famille Alchi enregistrée dans « Genshi » est souvent omise, et il existe de nombreux endroits où la généalogie exacte est inconnue .

### La génération du fils d'Alchi
- Chigu Kyuregen ... fils d'Alchi, qui épouse Tomarun, la fille de Gengis Khan.
- Ochin Kyuregen ... Le fils d'Aruchi, qui épouse la fille de Tolui, Jes Buka.
- Natin Kyuregen ... Fils d'Alchi, marié à Sechegen, petite-fille de Gengis Khan.
- Oki Fujin ...la fille d'Aruchi, mariée à Jochi.
- Chabui Katon ... Fille d'Alchi, mariée à Kublai.

### Génération du petit-fils d'Alchi
- Orochin Kyuregen ...le fils de Nachin, marié à Orjei et Nangyajin.
- Temur Kyuregen ... Le fils de Nachin, qui a épousé Nangyajin dans un lévirat après la mort de son frère aîné Orochin.
- Manjitai Kyuregen ... Le fils de Nachin, après la mort de son frère aîné Temur, il épousa Nangyazin dans un mariage en lévirat, et après la mort de Nangyazin, il épousa la fille de Chinkim, Nanga Bura.
- Nambui Katon ... La fille de Nachin, qui épouse Kublai après la mort de sa tante, Chabui.

### La génération des arrière-petits-enfants d'Alchi
- Cylindari ... Fille d'Oochin, mariée à Temuru (plus tard Seizong Orjeitu Ka'an).
- Diubara est le fils de Temur et épouse Senge Lagi, fille de Temur (troisième fils de Chinkim), et Senge Lagi, fille de Dharmabala (deuxième fils de Chinkim).

### La génération des arrière-arrière-petits-enfants d'Alchi
- Budashiri ... Fille de Diubara, mariée à Temuru (plus tard Seizong Oljeitu Ka'an).
- Chukan ... Descendante du deuxième fils d'Alchi, Bilge, elle épousa Temur (plus tard Seizong Oljeitu Ka'an).

## Famille de Dei Sechen
- Dei Sechen, (v.1140 - ap.1203), (en mongol: デイ・セチェン);
  - Anchen, (v.1160 - 1238), (en mongol: アルチ・キュレゲン), (Alči Küregen ＞阿勒赤古咧堅/ālèchì gŭliējiān,الجی كوركان/Āljī kūrkān）
    - Chigu Küregen, (v.1185 - ?), (en mongol: チグゥ・キュレゲン), (Čiγu Küregen ＞赤古古咧堅/chìgŭ gŭlièjiān,جیکو كوركان/Jīkū kūrkān）
      - ブルガイ・カトン（Bulγai qatun ＞忙哥/mánggē,Būlghī khātūn）
      - 佚名
        - カイドゥ（Qaidu ＞懐都/huáidōu）
        - アイ・ブケ（Ai büke ＞愛不哥/ài bùgē）
          - 寧濮郡王ジャンギ（J̌anggi ＞昌吉/chāngjí）
          - 岐王トク・テムル（Toq temür ＞脱脱木児/tuō tuōmùér）

    - オキ・フジン・カトン（Öki füǰin qatun ＞اوکی فوجین خاتون/Ūkī fūjīn khātūn）
    - 昭睿順聖皇后チャブイ・カトン（Čabui qatun ＞察必/chábì,جابون خاتون/Jābūn khātūn）
    - 万戸オチン・キュレゲン（Očin Küregen ＞斡陳/wòchén）
    - Nachen Küregen, (v.1218 - ?), ナチン・キュレゲン（Način Küregen ＞納陳/nàchén,ناچین كوركان/Nāchīn kūrkān）
      - Olocin Küregen, (v.1240 - 1277), (万戸オロチン・キュレゲン（Oločin Küregen ＞斡羅陳/wòluóchén）
        - Shirindari Khatun, (v.1270 - 1305), (貞慈静懿皇后シリンダリ・カトン（Širindari qatun ＞失憐答里/shīliándālǐ）

      - 叛臣ジルワダイ（J̌ilwadai ＞只児瓦台/zhǐérwǎtái）
      - Temür Küregen, (v.1250 - ap.1288)（Temür Küregen ＞帖木児/wòluóchén）
        - Diwubala Küregen, (v.1280 - 1310),（Diwubala Küregen ＞雕阿不剌/diāoābùlà）
          - Alijiashili Küregen, (1303 - 1333),（Ariγiyaširi Küregen ＞阿里嘉室利/ālǐjiāshìlì）
          - Budashiri Khatun, (v.1307 - v.1340), (Budaširi qatun ＞不答失里/bùdāshīlǐ）

        - 万戸センゲ＝ブラ・キュレゲン（Sengge bura Küregen ＞桑哥不剌/sānggē bùlà）

      - 万戸マンジタイ・キュレゲン（Manǰitai Küregen ＞蛮子台/mánzǐtái）
      - Nambui Khatun, (v.1255 - ap.1290), (Nambui qatun ＞南必/nánbì,نمبوى خاتون/Namubūī khātūn）

    - 佚名
      - カタカシュ・カトン（Qataqaš qatun ＞قتاقاش خاتون/Qatāqāsh khātūn）
      - ノカ・キュレゲン（Noqa Küregen ＞納合/nàhé）

    - 佚名
      - 佚名
        - チュカン（Čuqan ＞丑漢/chǒuhàn）

    - ソルカドゥ（Sorqodu ＞唆児火都/suōérhuǒdōu）
      - アカ・キュレゲン（Aqa Küregen ＞阿哈/āhā）
        - N, (v.1280 - ?);
          - Yesüder, (v.1300 - ?)（Yesüder ＞也速達児/yěsùdáér）

    - N, (v.1220 - ?);
      - Quldu temür, (v.1240 - ?)（Quldu temür ＞渾都帖木児/húndōu tièmùér）
        - Dagi Khatun, (v.1262 - 1/11/1322),（Dagi feizi ＞答己/dājǐ,داکی فیزی/Dāki fīzī）

    - N, (v.1230 - ?)
      - オルチャル, (v.1265 - ?)（Olučal ＞斡留察児/wòliúcháér）
        - Babukhan Khatun, (v.1296 - v.1329),（Babuqan qatun ＞八不罕/bābùhǎn）